# Rainforest Alliance

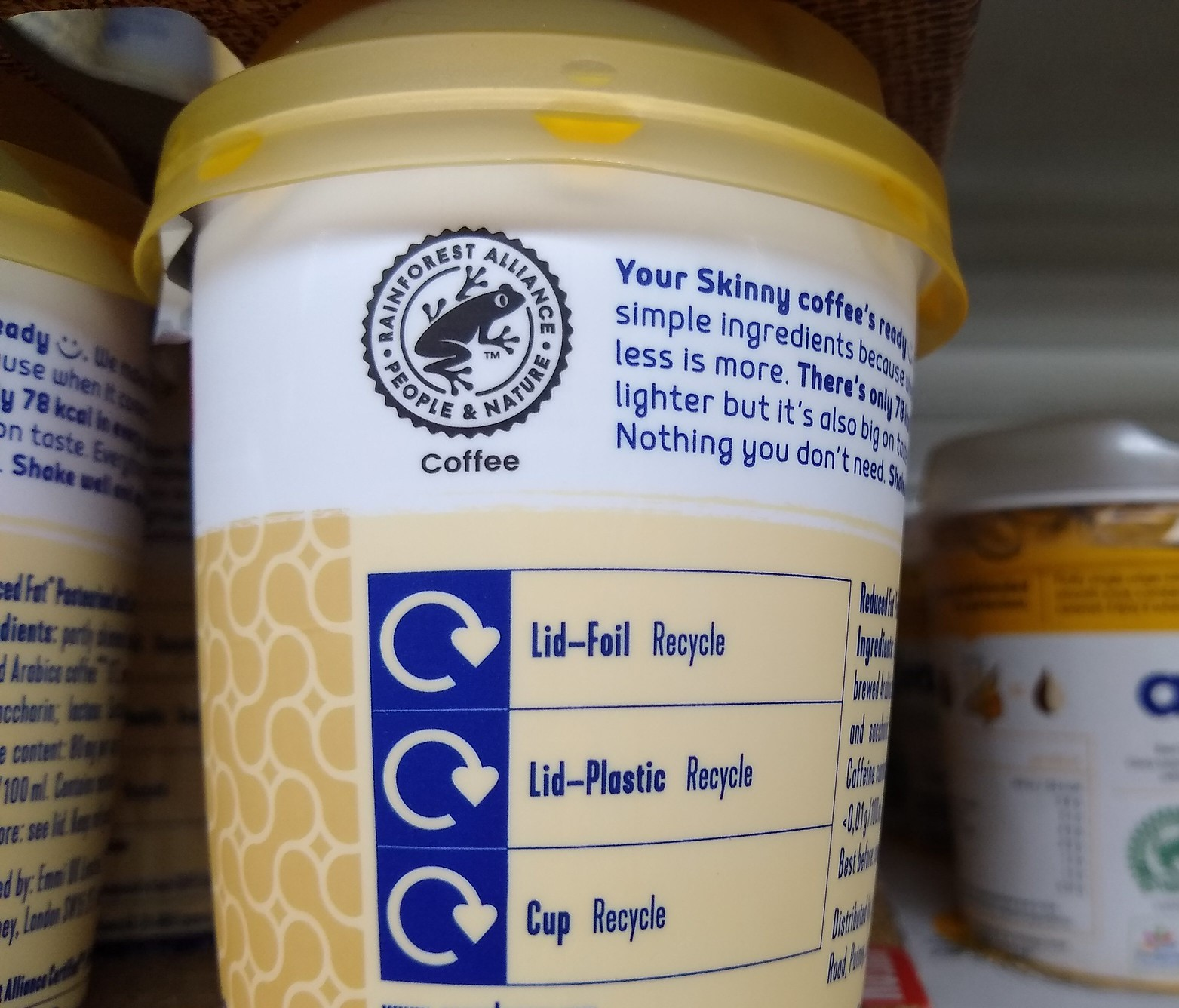
Pečeť certifikace Rainforest Alliance na kelímku ledové kávy

Rainforest Alliance (česky: Aliance dešťových pralesů) je mezinárodní nevládní organizace se zaměstnanci ve více než 20 zemích a provozem ve více než 70 zemích. V roce 1987 ji založil Daniel Katz, americký ekologický aktivista, který působí jako předseda predstavenstva. Nevládní organizace uvádí, že jejím posláním je „vytvořit udržitelnější svět využitím sociálních a tržních sil na ochranu přírody a zlepšení života zemědělců a lesních společenství“. Její práce zahrnuje poskytování environmentální certifikace udržitelnosti v zemědělství. Souběžně s jeho certifikací Rainforest Alliance vyvíjí a implementuje dlouhodobé programy ochrany a komunitního rozvoje v mnoha kriticky důležitých tropických zemích, kde produkce komodit ohrožuje zdraví ekosystémů a blahobyt venkovských komunit.

## Hoaxy
V roce 2023 se řetězovými e-mailovými zprávami a sociálními síťemi v České republice a na Slovensku šířily hoaxy o výrobcích označených „(zelenou) žábou“, neboli logem organizace Rainforest Alliance, tvrdící, že:
- v jídle jsou přimíchaná hormonální přihřívadla.[6]
- EU chce nutit občany jíst hmyz i tím, že bude skrytý v jiných produktech bez označení.[7]
- hmyz je jedovatý, případně nevhodný k lidské spotřebě.[7]
- rozhodnutí souvisí se sankcemi vůči Rusku či s válkou na Ukrajině.[7]